# Johannes Juul
Johannes Juul (Ormslev, 27 de outubro de 1887  –  Haslev, 5 de novembro de 1969) foi um engenheiro dinamarquês famoso pelo desenvolvimento de turbinas eólicas.

## Primeiros anos
Johannes Juul nasceu em Ormslev, perto de Aarhus, na Dinamarca. Ele freqüentou uma escola gratuita, onde a física era sua matéria favorita. Seu tio comprou para ele equipamentos para experimentos. Aos 17 anos, tornou-se estudante na Askov Højskole, uma escola popular, onde foi um dos primeiros a estudar aplicações de eletricidade eólica sob o pioneiro Poul la Cour. A escola foi a primeira na Dinamarca a ter uma turbina produzindo energia elétrica. Ele se qualificou como eletricista na Machinist School de Copenhague em 1914, recebendo o diploma de alta tensão no ano seguinte na Helsingør Technical School.